# Garry Lake
Der Garry Lake (Inuktitut: Hanningajuq, deutsch Garrysee) ist ein großer See in der subarktischen Kivalliq-Region von Nunavut in Kanada. 

## Lage
Der Garry Lake liegt 265 km nordwestlich von Baker Lake sowie 210 km vom Arktischen Ozean entfernt. Der See ist etwa 330 km² groß und hat eine Länge vom nördlichen zum südlichen Seeende von etwa 52 km.
Der Garry Lake bildet zusammen mit dem westlich angrenzenden Upper Garry Lake und dem östlich angrenzenden Lower Garry Lake das Seensystem der Garry Lakes. Diese Seen werden vom Back River von Westen nach Osten durchflossen. Weiter oberstrom liegt der Pelly Lake, weiter unterstrom der Buliard Lake. Alle Seen sind durch Stromschnellen voneinander getrennt. Die Wasserspiegel von Upper Garry Lake, Garry Lake und Lower Garry Lake liegen bei 154 m, 152 m und 149 m. 
Die gesamte Wasserfläche des Seensystems der Garry Lakes umfasst 916 km².
Die Garry Lakes befinden sich in einer unbewohnten Gegend fernab von permanenten Siedlungen.

## Geographie
Das Garry Lakes-Seensystem liegt in der geologischen Provinz des Churchill-Kraton—Rae-Kraton. 
Es handelt sich um eine Landschaft mit geringen Höhenunterschieden. 
Am Seeufer wachsen Sauergrasgewächse.  

## Fauna
Da Kanadagänse während ihrer Mauser im Spätsommer den See anfliegen,
erklärte der Canadian Wildlife Service das Gebiet als Vogelschutzgebiet ("Key Migratory Bird Terrestrial Habitat Site").

## Bodenschätze
Im Jahre 1981 entdeckte Kidd Creek Minerals am Nordufer des Garry Lake uranhaltiges Gestein.
2007 erkundete Uravan Minerals Inc. dieses Gebiet mit dem Ziel von Probebohrungen und einer späteren Ausbeutung.